# Calyptratae
Calyptratae je podsekcija Schizophora u redu insekata Diptera. Pripadnici ove podsekcije se obično nazivaju kaliptratni muskoidi (ili jednostavno kaliptrati). Takson se sastoji od onih muva koje poseduju kalipter koji pokriva haltere, među kojima su neke od najpoznatijih muva, kao što je kućna muva.
Oko 18.000 opisanih vrsta je prisutno u ovoj grupi, ili oko 12% svih muva do sada opisanih.

## Podsekcija
- Nadfamilija Muscoidea
Anthomyiidae - kupusne muve
Fanniidae
Muscidae - kućne muve
Scathophagidae
- Nadfamilija Oestroidea
Calliphoridae
Mystacinobiidae
Oestridae
Rhinophoridae
Sarcophagidae
Tachinidae
Ulurumyiidae[2]
- Nadfamilija Hippoboscoidea
Glossinidae
Hippoboscidae
Nycteribiidae
Streblidae

Mormotomyiidae pripada Ephydroidea a ne Hippoboscoidea kako se ranije verovalo.
Streblidae verovatno nije monofiletska.